# Szigurd

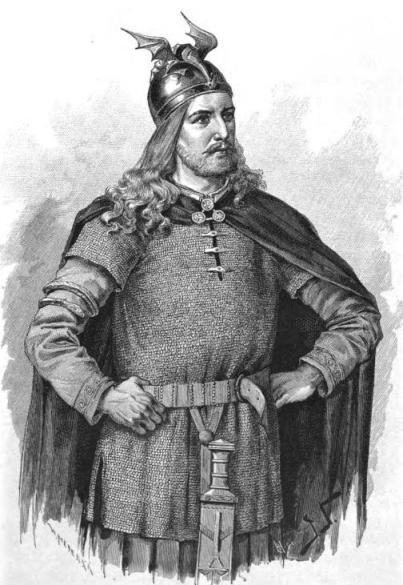
Szigurd ábrázolása egy 1893-as Verses Edda kiadásban

Sigurd Fafnesbane (más néven Szigurd Fafneölő vagy Sigurd Völsung) egy hős a skandináv mitológiában, Sigmund és Hjördis fia. Legendája része a Völsunga saga meséknek.
Szigurdnak sikerült a Gram karddal, amit Regin törpe kovácsolt össze, megölnie Fafnirt, a sárkányt (átváltozott törpe) és ezáltal annak kincséhez jutnia. Megsütötte a sárkány szívét, s amikor a kicsöppenő vért lenyalta ujjáról, bölcsességet nyer, többek között megérti a madarak beszédét.
Azok többek között azt mondják, hogy ölje meg Regint, amit meg is tesz:
Kurtítsd meg egy fejjel

a kincsen heverő

hideg óriást:

máris magad vagy

egyedüli ura

Fáfnir mesés vagyonának.
A kincsek között volt a bűvös gyűrű, az Andvaranaut, ami gazdaggá tette a tulajdonosát. Azonban amikor Loki kényszerítette Andvare törpét, hogy neki adja a gyűrűt, a törpe elátkozta a gyűrűt, hogy pusztulást hozzon a tulajdonosára. Ekképpen a gyűrű halált hozott, először Fafnir apjára, Hreidmarra, majd magára Fafnirra és végül Szigurdra is.
Szigurd beleszeretett Brynhildbe (Brünhild) és lett egy közös lányuk, Aslög. Szigurd mégis Gudrun Gjukedottert vette feleségül, akitől szintén született egy lánya, Svanhild (Szvanhild). Azután összeboronálta Gudrun testvérét, Gunnar Gjukasont Brynhildével. Amikor Brynhild rájött Szigurd hűtlenségére, felbujtotta férjét, Gunnart és annak fivéreit, hogy öljék meg Szigurdot.
Az Eddában, Högni így szól testvéréhez, Gunnarhoz:
Felbujtott téged Brünhild

baljós gonoszra,

bosszúra gerjesztett,

bánatot fakasztanál;

Gudrúntól elirigyelte

boldog házasságát,

téged is, bizony, tőle

eltávolítana.
A német Nibelung-énekben Szigfrid, a sárkányölő, Szigurd megfelelő változata.

## Fordítás
- Ez a szócikk részben vagy egészben  a   Sigurd című svéd Wikipédia-szócikk fordításán alapul.  Az eredeti cikk szerkesztőit annak laptörténete sorolja fel. Ez a jelzés csupán a megfogalmazás eredetét és a szerzői jogokat jelzi, nem szolgál a cikkben szereplő információk forrásmegjelöléseként.